# Šunsuke Nakamura
Šunsuke Nakamura (* 24. června 1978) je japonský fotbalový záložník a bývalý reprezentant.

## Reprezentační kariéra
Za A-mužstvo Japonska poprvé nastoupil v roce 2000. Nakamura odehrál 98 reprezentačních utkání. S japonskou reprezentací se zúčastnil Mistrovství světa 2006 a 2010.

## Statistiky
| Japonsko | Japonsko | Japonsko |
| Roky     | Záp.     | Góly     |
| -------- | -------- | -------- |
| 2000     | 16       | 3        |
| 2001     | 1        | 0        |
| 2002     | 6        | 2        |
| 2003     | 8        | 4        |
| 2004     | 15       | 3        |
| 2005     | 11       | 2        |
| 2006     | 6        | 2        |
| 2007     | 10       | 4        |
| 2008     | 9        | 2        |
| 2009     | 11       | 2        |
| 2010     | 5        | 0        |
| Celkem   | 98       | 24       |